# Textáfrica do Chimoio
Le Grupo Desportivo e Recreativo da Textafrica do Chimoio dit Textáfrica do Chimoio est un club mozambicain de football basé à Chimoio (anciennement Vila Pery) et fondé en 1928. 

## Palmarès
- Championnat du Mozambique de football
  - Champion en 1976
- Championnat colonial du Mozambique
  - Champion en 1969, en 1971 et en 1973
- Coupe du Mozambique de football
  - Finaliste en 2000/2001 et en 2004

## Anciens entraîneurs
- Iosif Fabian